# Żary
Żary  [ˈʐarɨ] (en alemán: Sorau, en bajo sórabo: Žarow) es una ciudad en el suroeste de Polonia, próxima a la frontera con Alemania. Se encuentra situada entre el río Bóbr y el Oder, dentro del voivodato de Lebus, siendo uno de los principales centros económicos y turísticos de la región.

## Historia
Los indicios de un poblado en la zona se Żary se remontan a los tiempos prehistóricos. El nombre de "Zara", que deriva muy probablemente del adjetivo "pequeño", fue un asentamiento fundado por eslavos polabios y mencionado por primera vez en las crónicas de Tietmaro de Merseburgo en 1007, indicando que las tierras donde en la actualidad se encuentra Żary fue conquistada por Boleslao I de Polonia durante la Marca de Lusacia. Recuperada por el emperador Conrado II en 1031, la ciudad adoptó el Derecho de Magdeburgo gracias al noble de la Casa de Wettin alemana Enrique III de Meissen en 1260.
La ciudad estaba bajo el dominio de los Piastas de Silesia hasta que el emperador Carlos IV de Luxemburgo compró en 1364 Baja Lusacia y la incorporó a las Tierras de la Corona de Bohemia. Los reyes que gobernaron la región fueron los electores de Sajonia en 1635, seguidos de los reyes de Prusia tras el Congreso de Viena en 1815. Años después, Sorau pasó a formar parte del Imperio Alemán.
Las tropas del Ejército Rojo entraron Sorau en febrero de 1945. En la Conferencia de Potsdam, los representantes británicos y estadounidenses estaban inicialmente dispuestos a aceptar que la administración polaca se extendiera hacia el oeste hasta donde la Unión Soviética indicara. La decisión de Stalin hizo que Sarau pasase a manos polacas, en lugar de quedarse dentro del territorio alemán. La ciudad fue entonces rebautizada como Żary y poblada de nuevo por polacos.

## Personajes ilustres
- Georg Philipp Telemann, compositor alemán.
- Johann Crüger, compositor alemán.
- Ernst Kummer, matemático alemán.
- Gustav Fechner, filósofo y psicólogo.